# Barcombe Cross
Barcombe Cross är en by i East Sussex i England. Byn är belägen 5,7 km 
från Lewes. Orten har 747 invånare (2015).